# Пальченко, Евгений Михайлович
Евгений Михайлович Пальченко (род. 22 января 1999) — украинский военнослужащий, командир танковой роты. Герой Украины (2022)

## Биография
Родился 22 января 1999 года в селе Ометинцы, Винницкой области, там же окончил школу.
Евгений окончил Национального академию сухопутных войск имени Петра Сагайдачного.
По утверждению украинских источников, Пальченко на протяжении трёх дней удерживал оборону местного моста, а также уничтожил вражескую технику.
2 марта 2022 года, указом президента Украины за мужество и героизм, Пальченко Евгению Михайловичу было присвоено звание Героя Украины.

## Награды
Герой Украины (2022) за личное мужество и героизм.